# Каптєлов Роман Володимирович
Роман Володимирович Каптєлов (нар. 16 березня 1980, Знаменівка, Дніпропетровська обл., УРСР) — український підприємець, політик. Народний депутат України IX скликання від партії Слуга народу. До реєстрації шлюбу мав прізвище Мігрін.

## Життєпис
Роман Каптєлов народився 16 березня 1980 року в Знаменівці Новомосковського району Дніпропетровської області. Закінчив Російський державний соціальний університет в Москві за спеціальністю «Політологія».
Є співзасновником ТОВ «Оперативна соціологія» (наразі вийшов зі складу компанії). «Оперативна соціологія» — всеукраїнська соціологічна та політконсалтингова компанія. Займається проведенням кількісних досліджень, експертних опитувань, фокус-груп, екзитполів та політичним консалтингом.
Володів салоном прокату іграшок і товарів для дітей. Раніше працював у корпорації «Логос» та компанії ДМК «Таврія». Також був керівником проєкту у фонді «Наш дім Дніпропетровськ». Був радником голови Миколаївської ОДА.
У 2019 році Каптєлов був обраний Народним депутатом України на одномандатному виборчому окрузі № 36 (Павлоград, Першотравенськ, Тернівка, Павлоградський район) від партії «Слуга народу». На час виборів: фізична особа-підприємець, безпартійний. Проживає в Дніпрі.
Член Комітету Верховної Ради з питань бюджету.
Член партії «Слуга народу».

## Скандали
22 липня 2025 року проголосував за проєкт закону 12414, що обмежує Національне антикорупційне бюро України та Спеціалізовану антикорупційну прокуратуру. Закон викликав хвилю антикорупційних протестів.

## Розслідування

### Декларування недостовірної інформації
20 грудня 2024 року проєкт «Схеми» (Радіо Свобода) виявив, що Каптєлов не вказав у декларації майно та доходи дружини в Росії. Дружина Євгенія Каптєлова, яка має громадянство РФ, вилетіла до Росії напередодні повномасштабного вторгнення, а в грудні 2023 року почала працювати в бюджетній установі Москви «Об'єднання культурних центрів Південно-західного адміністративного округу», де російські військові тренують дітей управлінню БПЛА.
Також Каптєлов не декларував неповнолітніх дітей, які володіють нерухомістю у Москві. Журналісти виявили, що Роман зустрічався з дружиною в третіх країнах після 24 лютого 2022 року, він сам підтвердив ці зустрічі, але заявив, що про московську нерухомість дружини «не знав».
10 лютого 2025 року САП відкрила проти Романа кримінальне провадження за ч. 2 ст. 366-2 ККУ — «Декларування недостовірної інформації».

## Родина
- Дружина Євгенія Каптєлова, громадянка РФ[13]